# Tuc de la Tallada
El Tuc de la Tallada,també conegut com a Feixant, és una muntanya de 2.956 metres d’altitud. El vessant nord es troba dintre del municipi de Vielha e Mijaran i forma part de les carenes que rodegen la Vall de Molières, mentre que el vessant sud pertany al terme municipal de Montanui i forma part del límit septentrional de la Vall de les Salenques, ja en territori administratiu de l'Aragó.
Aquest cim està inclòs al llistat dels 100 cims de la FEEC
La primera ascensió al pic documentada fou el 9 d'agost de 1905 per part dels pirineistes francesos Dominique Sansuc, Henry i Marcel Spont. Si bé l’ascensió clàssica actual es fa a partir de l'Hospital de Vielha, l'expedició va entrar a la vall de Molières pel cap de la vall, pel Coret de Molières, procedents de la vall de l’Escaleta. A partir del coll, van crestejar pel vessant occidental fins al Tuc.